# زورکی ۴
زورکی ۴ (به انگلیسی: Zorki 4) یک دوربین عکاسی فیلم ۱۳۵ تک‌لنزی غیربازتابی ساخت شرکت زورکی است.